# Украшенные древесные змеи
Украшенные древесные змеи, или золотистые древесные ужи (лат. Chrysopelea) — род змей из семейства ужеобразных. Приспособлены к жизни в кронах деревьев, обладают длинным и сравнительно тонким телом, достигающим от 60 см до 1,5 м в длину, и длинным хвостом. Голова сверху уплощена, глаза достаточно большие и круглые. Чешуи туловища длинные и узкие, брюшные и хвостовые щитки с острым продольным килем по бокам, помогающим при лазании. Окраска яркая и пестрая, маскирующая этих змей среди освещённых солнечными лучами сплетений листьев, веток, лиан, лишайников и цветов-эпифитов.
Способны к планирующему полёту. Перед прыжком змея сворачивается спиралью, затем, резко развернувшись, бросается в воздух и, вытянувшись, быстро и плавно планирует на расположенную ниже ветку или другое дерево. Во время прыжка змея сплющивает тело, сильно втягивая брюхо между боковыми килями в виде продольного жёлоба. При этом получается такой же эффект, как и при полёте расщепленного надвое полого ствола бамбука или легкой трубки, плавно скользящих в воздухе. Змея может также передвигаться с ветки на ветку серией коротких прыжков или совершать более длительный «полёт» с вершин высоких деревьев, во время которого она может «пролететь» расстояние до 10 м. Прыгнув с высоты человеческой руки, змея среднего размера опускается на землю на расстоянии 6,5 м, а с подоконника легко «перелетает» на ветку расположенного в 2,5 м от окна дерева.
Распространены в Южной и Юго-Восточной Азии, в том числе на Малайском архипелаге. Ведут дневной образ жизни. Питаются ящерицами, лягушками, птицами, грызунами и летучими мышами.

## Виды
В роде Chrysopelea 5 видов:
- Chrysopelea ornata — Обыкновенная украшенная змея[1]
- Chrysopelea paradisi — Райская украшенная змея[12]
- Chrysopelea pelias — Багрово-чёрная украшенная змея
- Chrysopelea rhodopleuron — Молуккская украшенная змея
- Chrysopelea taprobanica